# Garoua
Garoua – trzecie pod względem wielkości miasto w Kamerunie nad rzeką Benue. Stolica Regionu Północnego i departamentu Benue. Liczy około 574 tys. mieszkańców i jest ważnym portem rzecznym. W mieście znajduje się lokalne i międzynarodowe lotnisko. 
Garoua jest centrum handlu dla swego, przeważnie rolniczego, regionu. W mieście istnieją zakłady tekstylne. Urodził się w nim pierwszy prezydent Kamerunu – Ahmadou Ahidjo. Temu faktowi miasto zawdzięcza zapewne swą rozbudowę i powstanie międzynarodowego lotniska.
Garoua jest centrum wypadowym dla turystów pragnących zwiedzić parki narodowe Waza, Benue i Bouba-Ndjida.
W mieście rozwinął się przemysł spożywczy oraz włókienniczy.